# 비목
〈비목〉(碑木)은 한국의 가곡으로, 한명희가 지은 시에 장일남이 곡을 붙였다. 1969년에 처음으로 발표되었다. 한명희는 강원도 화천 백암산 부근에서 십자 나무만 세워져 있는, 무명용사의 돌무덤의 비목을 보고, 조국을 위해 죽어간 젊은이들을 기리는 내용의 시를 지었고, 이를 장일남에 보여주자 즉석에서 곡이 만들어졌다고 한다.
한국전쟁에서 희생된 무명용사들을 추모하기 위해 화천에 비목공원이 조성되었고, 매년 현충일을 전후하여 비목문화제가 열리고 있다.

## 참고 자료
- 한명희, 〈이름 모를 비목이여〉, 《육군》, 1997.5.6.